# Camille Benjamin
Camille Benjamin (Cleveland, 22 juni 1966) is een tennisspeelster uit de Verenigde Staten.
Zij begon als zesjarige met tennis. Zij speelt linkshandig en heeft een tweehandige backhand. Zij was actief in het proftennis van 1981 tot en met 1996.
In 1981 was zij de nummer een van de Verenigde Staten in de leeftijdsgroep meisjes tot en met 16 jaar. In 1984 kwam zij als zeventienjarige op Roland Garros tot de halve finale, waar zij verloor van Chris Evert. Datzelfde jaar kwam zij bij het dubbelspel tot de kwartfinale van Roland Garros, en vier jaar later, in 1988, bereikte zij de kwartfinale van het damesdubbelspeltoernooi van het Australian Open. In 1987 won zij haar enige WTA-enkelspeltitel, in Schenectady.

## Privé
Benjamin is de dochter van immigranten uit Panama. Haar vader Carl Benjamin was wiskundeleraar aan het Bakersfield College in Californië, en had vroeger bij Central State College in Xenia (Ohio) getennist. Haar grootouders waren van Jamaica naar Panama verhuisd, om aan het Panamakanaal te werken. Op tweejarige leeftijd verhuisde zij naar Bakersfield.
Na haar actieve tenniscarrière kreeg zij een beurs voor de Universiteit van Californië - Los Angeles waar zij in 2001 cum laude afstudeerde in psychologie en communicatie. Tegenwoordig woont zij in Veneta (Oregon), met haar echtgenoot Aaron Schermerhorn (leraar aan de North Eugene High School) en drie stiefkinderen. Naast haar baan als tennislerares in Eugene (Oregon), is zij werkzaam als gezinstherapeut.

## Posities op deWTA-ranglijst
Positie per einde seizoen:
| jaar | ranking enkelspel | ranking dubbelspel |
| ---- | ----------------- | ------------------ |
| 1983 | 50                | –                  |
| 1984 | 33                | –                  |
| 1985 | 62                | –                  |
| 1986 | 79                | 92                 |
| 1987 | 67                | 97                 |
| 1988 | 90                | 82                 |
| 1989 | 92                | 102                |
| 1990 | 138               | 143                |
| 1991 | 216               | 86                 |
| 1992 | 246               | 126                |
| 1993 | 277               | 136                |
| 1994 | 243               | 162                |
| 1995 | 413               | 755                |

## Palmares
| Legenda                |
| ---------------------- |
| Grandslamtoernooi      |
| Olympische Spelen      |
| Year-End Championships |
| Tier I                 |
| Tier II                |
| Tier III               |
| Tier IV & V            |

### WTA-finaleplaatsen enkelspel
| nr.              | finale     | toernooi           | ondergrond | tegenstandster      | score    |
| ---------------- | ---------- | ------------------ | ---------- | ------------------- | -------- |
| gewonnen finales |            |                    |            |                     |          |
| 1.               | 1987-07-26 | WTA Schenectady    | hardcourt  | Vicki Nelson-Dunbar | 6-2, 6-3 |
| verloren finales |            |                    |            |                     |          |
| 1.               | 1985-09-15 | WTA Salt Lake City | hardcourt  | Stephanie Rehe      | 2-6, 4-6 |
| 2.               | 1987-10-18 | WTA San Juan       | hardcourt  | Stephanie Rehe      | 5-7, 6-7 |

### WTA-finaleplaatsen vrouwendubbelspel
| nr.              | finale     | toernooi         | ondergrond | partner             | tegenstandsters                        | score    |
| ---------------- | ---------- | ---------------- | ---------- | ------------------- | -------------------------------------- | -------- |
| gewonnen finales |            |                  |            |                     |                                        |          |
| 1.               | 1986-09-28 | WTA Tulsa        | hardcourt  | Dianne Van Rensburg | Svetlana Parchomenko Larisa Savtsjenko | 7-6, 7-5 |
| verloren finales |            |                  |            |                     |                                        |          |
| 1.               | 1985-02-03 | WTA Marco Island | hardcourt  | Bonnie Gadusek      | Kathy Jordan Elizabeth Smylie          | 3-6, 3-6 |
| 2.               | 1991-10-27 | WTA San Juan     | hardcourt  | Sabine Appelmans    | Rika Hiraki Florencia Labat            | 3-6, 3-6 |

## Resultaten grandslamtoernooien
| Legenda | Legenda                          |
| ------- | -------------------------------- |
| g.t.    | geen toernooi gehouden           |
| l.c.    | lagere categorie                 |
| –       | niet deelgenomen                 |
| G       | uitgeschakeld in de groepsfase   |
| 1R      | uitgeschakeld in de eerste ronde |
| 2R      | uitgeschakeld in de tweede ronde |
| 3R      | uitgeschakeld in de derde ronde  |
| 4R      | uitgeschakeld in de vierde ronde |
| KF      | uitgeschakeld in de kwartfinale  |
| HF      | uitgeschakeld in de halve finale |
| F       | de finale verloren               |
| W       | het toernooi gewonnen            |
| w-v     | winst/verlies-balans             |

### Enkelspel
| Toernooi        | 1982 | 1983 | 1984 | 1985 | 1986 | 1987 | 1988 | 1989 | 1990 |    | 1992 | 1993 |
| --------------- | ---- | ---- | ---- | ---- | ---- | ---- | ---- | ---- | ---- | -- | ---- | ---- |
| Australian Open | 2R   | 3R   | 2R   | 2R   | g.t. | 3R   | 1R   | 3R   | 1R   | –  | 1R   |      |
| Roland Garros   | –    | 2R   | HF   | 2R   | 3R   | 3R   | 1R   | 1R   | 3R   | –  | –    |      |
| Wimbledon       | –    | 3R   | 3R   | 2R   | 2R   | 2R   | 1R   | 1R   | 2R   | –  | –    |      |
| US Open         | 1R   | 1R   | 1R   | 3R   | 3R   | 2R   | 1R   | 3R   | 2R   | 1R | –    |      |

### Vrouwendubbelspel
| Toernooi        | 1983 | 1984 | 1985 | 1986 | 1987 | 1988 | 1989 | 1990 | 1991 | 1992 | 1993 | 1994 |
| --------------- | ---- | ---- | ---- | ---- | ---- | ---- | ---- | ---- | ---- | ---- | ---- | ---- |
| Australian Open | 3R   | 3R   | 2R   | g.t. | 2R   | KF   | 1R   | 2R   | –    | 2R   | 1R   | 1R   |
| Roland Garros   | 1R   | KF   | 1R   | 1R   | 1R   | 3R   | 3R   | 1R   | 1R   | 1R   | –    | 1R   |
| Wimbledon       | 1R   | 3R   | 2R   | 1R   | 1R   | 2R   | 1R   | 1R   | 1R   | 1R   | 1R   | 1R   |
| US Open         | 1R   | 1R   | 2R   | 2R   | 1R   | 1R   | –    | 1R   | 3R   | 1R   | –    | –    |

### Gemengd dubbelspel
| Toernooi        | 1983 | 1984 | 1985 | 1986 | 1987 | 1988 | 1989 | 1990 | 1991 | 1992 |
| --------------- | ---- | ---- | ---- | ---- | ---- | ---- | ---- | ---- | ---- | ---- |
| Australian Open | –    | –    | –    | g.t. | 1R   | –    | –    | 2R   | –    | –    |
| Roland Garros   | 2R   | –    | 2R   | 2R   | 2R   | 2R   | 1R   | 1R   | 2R   | 1R   |
| Wimbledon       | –    | 1R   | 2R   | 2R   | 2R   | 2R   | –    | 1R   | 2R   | –    |
| US Open         | 1R   | 1R   | –    | –    | –    | –    | –    | –    | –    | –    |